# Heraldisk lilja

Lilja som den utformas inom heraldiken

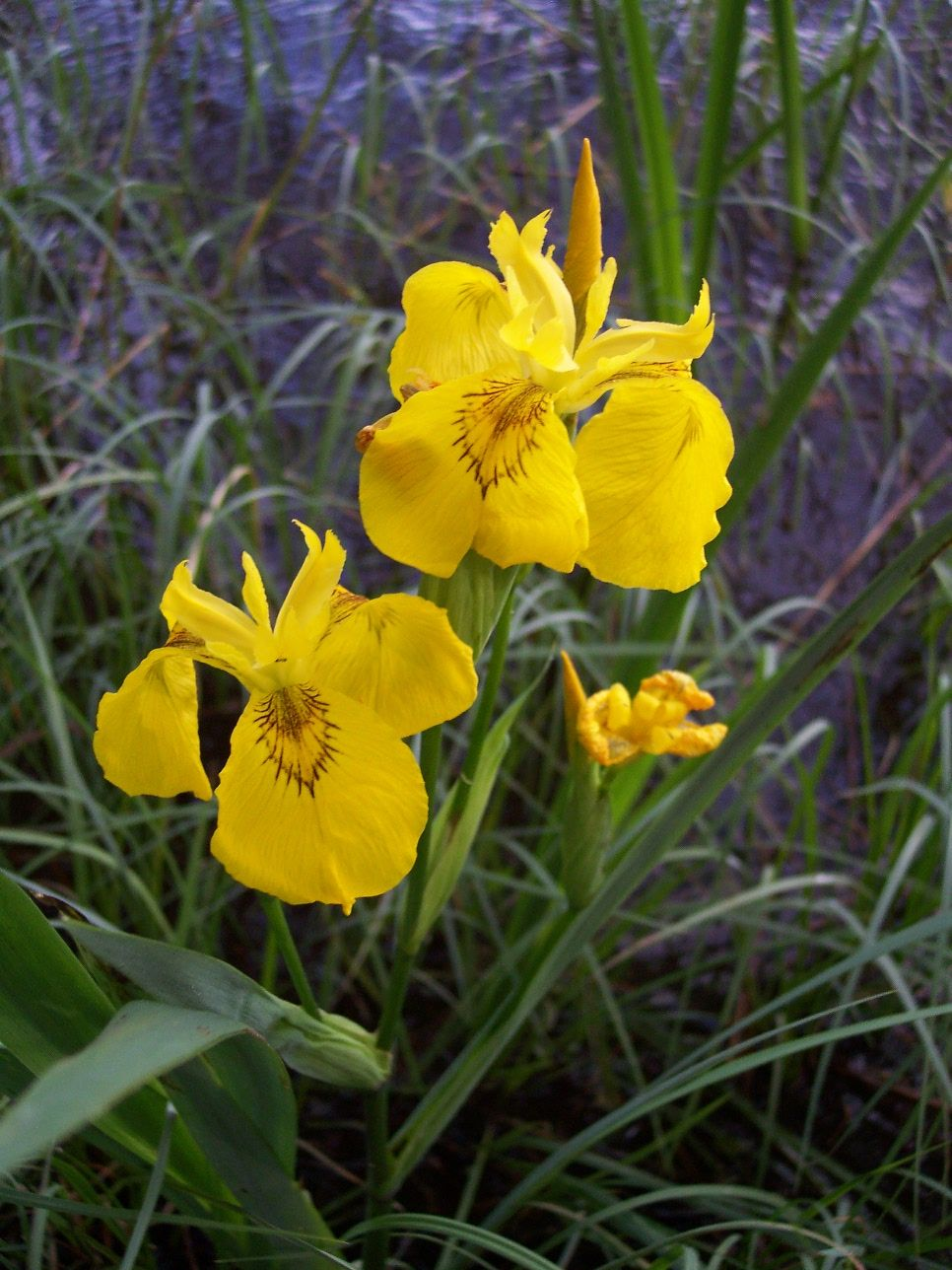
Iris pseudacorus, svärdslilja

Frälseätten Bobergs vapen

Heraldisk lilja (fr. fleur de lys, 'liljans blomma', avseende blomman hos svärdsliljan), även fransk lilja, är en särskild stiliserad ornamentbild (allmän bild) som har använts i många olika sammanhang inom heraldik, konst och med kristen symbolik. Inom heraldiken är det denna bild som avses om man skriver "lilja". Blomman med samma namn kallas "naturlig lilja".

## Heraldiskt bruk
Heraldiska liljor har använts som prydnader på bland annat kronor och spiror. Det finns flera legender kring dess ursprung; en säger att det ursprungligen är tre paddor som skall ha förts av Pharamond, en annan att Klodvig I (481–511) fick en lilja av en ängel. Liljan som fransk kunglig symbol kan i vilket fall spåras tillbaka till Robert II:s styre, och dess första form, ett blått fält bestrött med liljor i guld, dök upp under Ludvig VIII:s regeringstid, medan den moderna skölden med tre liljor i guld på ett blått fält skapades under Karl V, möjligen som ett sätt att skilja den från den vapenbild som användes i de engelska kungarnas vapen (dessa ändrade i sin tur till den moderna skölden några år senare). Detta vapen användes fram till franska revolutionen, och än idag ser många den heraldiska liljan som en specifikt fransk symbol, trots att den minst lika länge har funnits även på annat håll.
Den torde ha inkommit till Europa via Orienten och Bysantinska riket där liljor länge varit en viktig heraldisk symbol. Den franska liljan har ibland ursprungligen varit en spjutspets, ibland en svärdslilja.
Genom äktenskap hamnade den i Medicis vapen och blev därigenom en symbol för Florens. Den florentinska liljan och den bourbonska kan skiljas åt genom att den förra har ståndare. Provinsen Québecs flagga bär fyra vita franska liljor på blå botten. Även den traditionella bosniska flaggan, som användes under medeltiden och under perioden 1992–1998 för Republiken Bosnien och Hercegovina, pryddes av sex gyllene liljor. Utformningen av dessa liljor sägs dock vara härledd från en specifik bosnisk lilja, Lilium bosniacum, snarare än från det franska ursprunget.
Bland svenska medeltida frälse och adelsätter har den heraldiska liljan varit vanlig. Jarlen Birger Brosa förde en lilja, och hos frälseätten Boberg, den första svenska ätten som dokumenterat använde en vapensköld i Sverige, ses liljan mellan två hjorthorn, och ses särskilt som halv lilja inom Vinstorpaättens olika grenar, liksom hos olika grenar av ätten Lilliehöök.

## Kristen symbolik
Liljan har sedan tidig medeltid använts inom kristen konst, då främst madonnalilja. De tre kronbladen reflekterar en utbredd koppling till Treenigheten. Ursprungligen fanns den i avbildningar av Jesus. Gradvis associerades den med Jungfru Maria och Höga Visan 2:2 ("Som en lilja bland törnen, så är min älskade bland flickor."), som tolkades som en referens till Maria. Den har även använts som attribut till Ärkeängeln Gabriel, särskilt i avbildningar av bebådelsen.

## Modernt bruk
Den heraldiska liljan har traditionellt varit tecknet för nordpilen på geografiska kartor och den är också en internationell symbol för scoutrörelsen WOSM (The World Organization of the Scout Movement). Flickscouterna (WAGGGS, World Association of Girl Guides and Girl Scouts) har också en egen symbol, men med en treklöver. Ett vanligt missförstånd är att Världsscoutmärket, alltså liljan, är det manliga märket och treklövern är det kvinnliga. I stället rymmer liljan alla scouter i världen. Däremot har Girl Guides och Girl Scouts fått ett eget märke.